# میگوئل فلانو
میگوئل فلانو (انگلیسی: Miguel Flaño؛ زادهٔ ۱۹ اوت ۱۹۸۴) یک بازیکن فوتبال اهل اسپانیا است.